# Recogne (Libramont-Chevigny)
Recogne (wallonisch: R(i)cogne) ist eine belgische Ortschaft in der Gemeinde Libramont-Chevigny im Bezirk Neufchâteau der Provinz Luxemburg.

## Lage
Recogne liegt etwa 1,5 Kilometer westsüdwestlich von Libramont in den belgischen Ardennen. Durch die Ortschaft führt die N89, die westlich der Siedlung mit der Autobahn Brüssel–Metz (E411) kreuzt.
Recogne war bis 1977 eine eigenständige Gemeinde und wurde dann in Libramont-Chevigny eingemeindet.
- Quelle: DGS, 1831 à 1970=Volkszählungen, 1976= Einwohner zum 31. Dezember

## Kultur und Sehenswürdigkeiten
- Kapelle Saint-Raymond in Recogne
- Kirche Saint-Éloi in Neuvillers

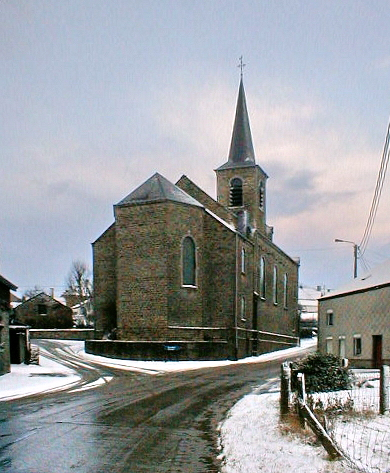
Kirche Saint-Éloi
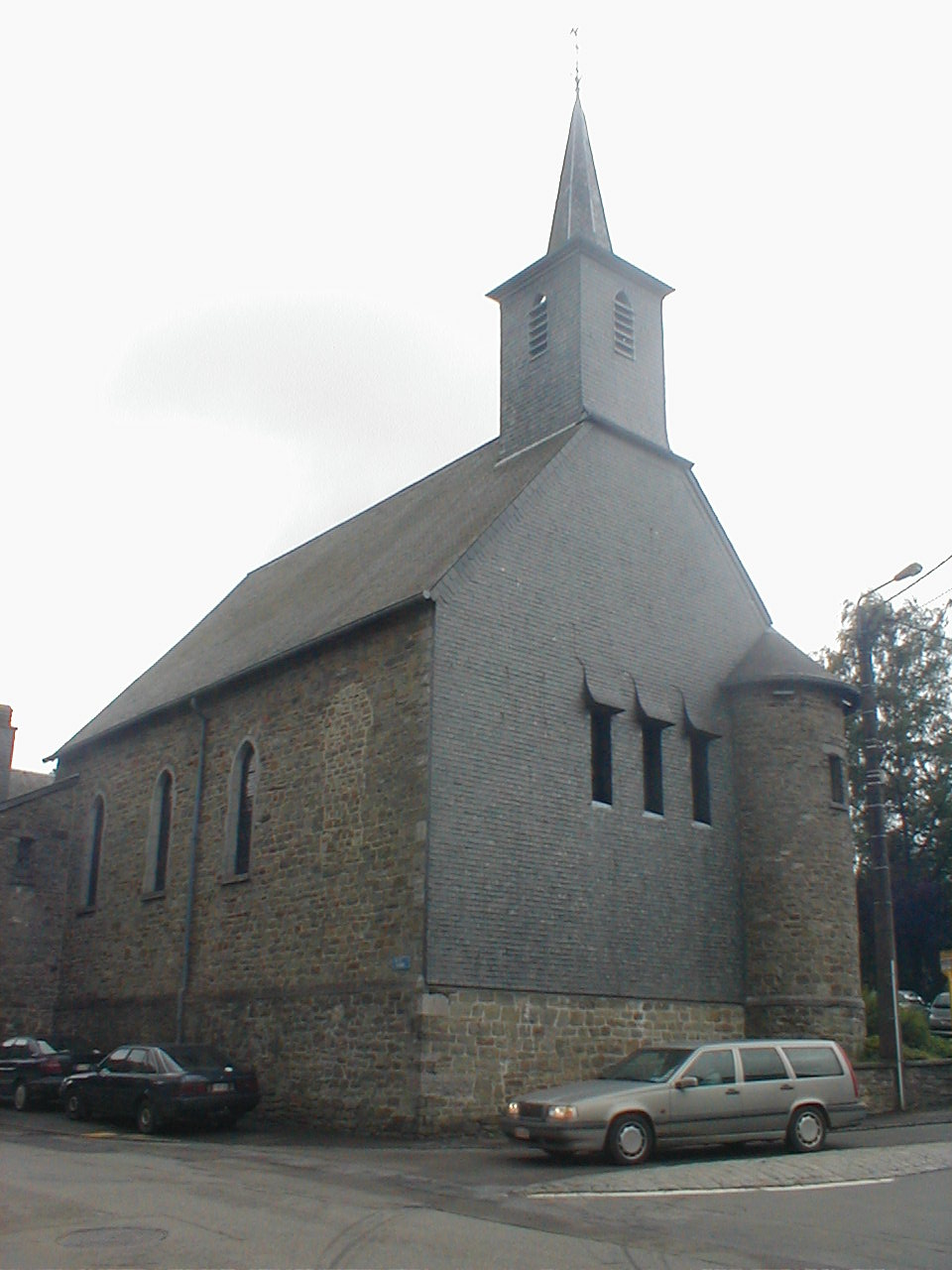
Kapelle Saint-Raymond
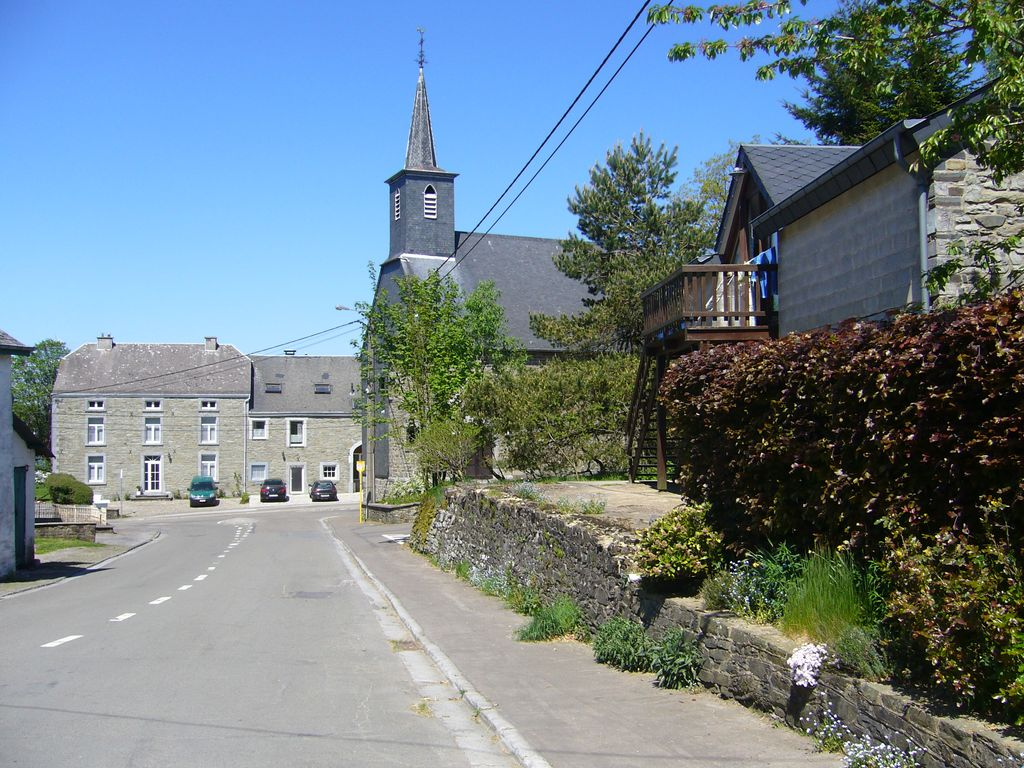
Recogne mit St-Raymon

## Trivia
Der Asteroid (3356) Recogne ist nach dem Ort benannt.